# 沃尔高·佐尔坦
沃尔高·佐尔坦（匈牙利語：Varga Zoltán，1945年1月1日—2010年4月9日），匈牙利男子足球运动员，司职中场。他曾代表匈牙利国家队参加1964年夏季奥林匹克运动会足球比赛，获得一枚金牌。